# Lomas Blancas, Guerrero
Lomas Blancas är en ort i Mexiko.   Den ligger i kommunen Coahuayutla de José María Izazaga och delstaten Guerrero, i den södra delen av landet, 280 km sydväst om huvudstaden Mexico City. Lomas Blancas ligger 628 meter över havet och antalet invånare är 163.
Terrängen runt Lomas Blancas är kuperad åt sydväst, men åt nordost är den bergig. Runt Lomas Blancas är det mycket glesbefolkat, med 6 invånare per kvadratkilometer. Närmaste större samhälle är Nueva Cuadrilla, 11,3 km väster om Lomas Blancas. I omgivningarna runt Lomas Blancas växer huvudsakligen savannskog.